# 穀倉地帯
穀倉地帯（こくそうちたい、英: granary）とは、穀物の生産高が都市部に供給出来るほど多い農業地域のこと。

## 概要
穀物は種子であるため、野菜とは異なり、乾燥した状態での保存に適している。すなわち、一部は漬物になるが、収穫されてすぐ全量消費されることがしばしばみられる野菜と異なり、収穫した穀物はまず倉庫（高床倉庫など）に保存され、通年で食用にする方法が古代以前に確立している。律令制においては、都市部に「穀倉」が置かれるようになったが、「穀倉地帯」とはこの穀倉が多くある地域（すなわち都市部）という意味ではない。「穀倉地帯」とは、収穫量がその農村の消費量を大きく上回り、収穫穀物の多くが穀倉行きとなるほど沢山の穀物が採れる地域、すなわち、都市部の穀倉への供給地域という比喩である。そのため、収穫高のほぼ全量を消費し、余剰穀物を持たない農村は、農地のほぼ全部を穀物生産にあてがっていたとしても「穀倉地帯」ではないと言える。
現在の世界の穀倉地帯は、米の場合は熱帯・温帯・亜寒帯の多雨地域に広く分布し、小麦やトウモロコシの場合は温帯および亜寒帯の比較的少雨地域に分布する。大陸では、一様な気候（気温・降水量）と土壌が東西に帯状に広がる地帯があり、それらに適した穀物がその帯状地帯に合わせて作付けされている場合がある。それがトウモロコシの場合はコーンベルト(corn belt)、ムギの場合はブレッドベルト (bread belt) と呼ばれている（穀物ではないが、綿花でも同様な地帯がありコットンベルトと呼ばれる）。
ただし、穀倉地帯は、品種改良・灌漑技術（治水技術）・栽培技術などの発達、あるいは、農業資本の注入による開墾などにより成立した地域も多く、そのいずれかの欠損や気候変動（旱魃・洪水・異常気象）・土壌流出・塩害、あるいは紛争などにより、一時的または永続的に崩壊する可能性がある。様々な原因はあれ、ある穀倉地帯の収量が大きく減少すると、経済基盤の喪失からその地域が急激に貧困化するのみならず、その地域に穀物を依存する都市部でも穀物が不足して価格が暴騰し、飢饉が発生することが歴史的に繰り返されてきた。現代では穀物が世界的に流通する商品となっているため、穀倉地帯の大規模な減収が国際市場にも波及して、世界的な食糧危機になる場合すらある。

## 各国の穀倉地帯

### アメリカ合衆国
プレーリーとよばれる草原地帯にまたがる各州に存在する。この地域は、全世界で消費される各種穀物と大豆の相当な量を生産することから「世界の穀倉地帯」とも呼ばれる。また、近年ではエチルアルコール製造の原料として需要が激増したトウモロコシの一大生産拠点として、経済戦略の上では非常に重要な地域となった。
- 穀倉地帯の大部分を占める州
  - オハイオ州
  - インディアナ州
  - イリノイ州
  - ミズーリ州
  - アイオワ州
- 穀倉地帯の一部を含む州
  - ウィスコンシン州
  - ミネソタ州
  - ネブラスカ州
  - カンザス州

### 日本
小麦やトウモロコシなどを輸入に依存しているため、それらの「穀倉地帯」はあまり見られなくなった。そのため、現在の日本で「穀倉地帯」と言うと、ほぼ米の穀倉地帯を指す。米の穀倉地帯は「米どころ」とも言われる。
江戸時代以前の水稲耕作は棚田で行われるのが一般的であったが、水車などの灌漑技術の発達や一円知行による各藩への資本集中により新田開発が行われ、沖積平野での水稲耕作が可能になった。現在の米の穀倉地帯は江戸時代に起源があるところも多い。
都道府県別の米の収穫量では、新潟県、北海道、秋田県、山形県、福島県、宮城県、茨城県、栃木県、千葉県、岩手県、青森県が上位にいる。北日本では、積雪由来の雪解け水からもたらされる豊富な農業用水や夏季のフェーン現象などによる高温が高い収量を支えている。